# 浦上久松丸
浦上 久松丸（うらがみ ひさまつまる、永禄10年（1567年） - 天正3年（1575年）頃）は、戦国時代の人物。父は浦上誠宗、母は黒田職隆の娘。
守護・赤松氏の本拠である置塩城に住んだとされる（「備前軍記」など）。
9歳になった時、備前国で大叔父・浦上宗景と対立する宇喜多直家により、正統な浦上家の当主として擁立され、岡山城へ迎えられた。この際、直宗という諱を名乗ったとされている。その結果、配下の国人らの相次ぐ離反によって、宗景は天神山城から播磨国に退去した。
天正元年（1573年）、東播磨の三木城主・別所長治の後援を受けて、増位山にて黒田職隆の配下・小寺休夢を攻撃する。職隆・休夢らは有明山城に入って交戦するが、別所勢はこれを破った。
一方で、久松丸も間もなく直家に毒殺されたとも伝えられる（美作沼本家文書、小寺家文書、「吉備前鑑」「備前記」など）。また、「書写山十地坊過去帳」には、永禄10年（1567年）に父・二郎九郎と共に死亡したという記述がある。